# Ashinsky (huyện)
Huyện Ashinsky (tiếng Nga: ? райо́н) là một huyện hành chính tự quản (raion), của Tỉnh Chelyabinsk, Nga. Huyện có diện tích 2809 kilômét vuông. Trung tâm của huyện đóng ở Asha.